# Üllői út
Üllői út (in italiano Strada per Üllő) è un'importante arteria stradale di Budapest e, con i suoi 15,6 Km, il viale più lungo della capitale dell'Ungheria.
Il viale inizia ai margini del Belváros e corre fino al confine della capitale in direzione sud-est, raggiungendo le vicine città di Vecsés e Üllő, da cui prende il nome. Esso delimita inoltre anche il confine tra i quartieri Ferencváros e Józsefváros.
Sotto il viale passa la Linea 3 della metropolitana di Budapest da Kálvin tér fino a Határ út e vi è una strada laterale che porta all'aeroporto di Ferihegy.

## Edifici di interesse
- Università Semmelweis
- Museo d'arte applicata
- Stadio Albert Flórián
- Groupama Arena